# 서부초등학교 (경기)
서부초등학교는 대한민국 경기도 하남시 감일동에 있는 공립 초등학교이다.

## 학교 연혁
- 1936년 3월 20일 서부공립보통학교(4년제 2학급) 개교
- 1937년 4월 20일 6년제로 승격
- 1938년 4월 1일 교명 변경 (서부공립심상소학교)
- 1941년 4월 1일 교명 변경 (서부공립국민학교)
- 1949년 9월 20일 고골국민학교 분리 이관
- 1996년 3월 1일 서부초등학교로 명칭 변경
- 2021년 3월 1일 제27대 이승헌 교장 부임
- 2021년 1월 6일 제38회 병설유치원 졸업
- 2021년 1월 7일 제82회 졸업(13명, 누계5,544명)
- 2021년 3월 1일 초등학교 6학급 편성(특수학급 1학급)
- 2021년 3월 1일 병설유치원 1학급 편성

## 학교 상징
- 교화 - 개나리 : 생명력이 강하며 서로 어울려 화합을 이룰 희망, 근면, 겸손, 봉사
- 교목 - 느티나무 : 역경에도 굴하지 않는 정신과 진취적 기상

## 참고 자료
- 서부초등학교 - 한국교육학술정보원 학교알리미